# На шляху до Фундації
«На шляху до Фундації» (англ. Forward the Foundation) — науково-фантастичний роман американського письменника Айзека Азімова, вийшов друком 1993 року, видавництво «Doubleday». Є приквелом — разом із романом «Прелюдія до Фундації» до циклу творів «Фундація».

## Короткий зміст
Дія роману починається 12208 року Галактичної Ери, через вісім років після подій в «Прелюдії до Фундації». Гарі Селдон продовжує свою роботу над створенням психоісторії за таємної підтримки прем'єр-міністра Галактичної імперії Едо Демерзеля (що насправді є роботом Р. Даніелем Оліво). Головним завданням у працях Селдона є створення практичного інструменту із гіпотетичної теорії для впливу на події у масштабах усієї Галактики.
На планеті Трантор, що є столицею імперії, у цей час набирає обертів рух під керівництвом Ласкіна Джоранума, що з допомогою демагогічних закликів до соціальної справедливості намагається змістити Демерзеля та стати прем'єр-міністром, в подальших планах — імператором. Такі плани загрожують Імперії заворушеннями та громадянською війною, це загрожує знищити все державне утворення, також зведуть до мінімуму розвиток психоісторії. Даніелу Оліво за таких обставин стає все складніше приймати рішення користуючить нульовим законом робототехніки (робот не може зашкодити людству). Для виходу з ситуації, що загрожувала ученому із сторони Джоранума, Оліво знаходить спосіб відіслати бунтівника в заслання на віддалену планету. Імператор Клеон I після вирішення кризи призначає Селдона новим прем'єр-міністром, чому сприяє і Даніел Оліво.
12238 року прибічники Джоранума здійснюють саботаж інфраструктури столичної планети з метою відсторонення уряду Селдона. Задля розвідки у рядах бунтівників Гарі направляє до їх лав прийомного сина Річа, однак його викривають. Річа піддають впливу сильнодіючої наркотичної речовини та роблять співучасником замаху на Гарі Селдона, замах викритий офіцером служби безпеки. Однак імператор Клеон I випадково гине від руки слуги.
В 12248 році династія Ентунів, що правила Імперією два століття — до якої належав і Клеон I, відсторонюється від влади військовою хунтою. На той час досягнення в царині психоісторії сягнули значного прогресу — у великій мірі завдяки працям науковця Тамвіля Елара. Селдон відходить від поста прем'єр-міністра та повертається в університет для продовження робіт над психоісторією. Учасникам наукового проекту вдається здійснити певні прогнози щодо найближчого майбутнього імперії. Військова хунта теж не проти контролювати досягнення психоісторії, їх агент — науковець Елар — убиває дружину та захисника Селдона Дорс Венабілі. Після цього Селдон дає новій владі хибні скерування, чим пришвидшує її крах.
12258 року після відсторонення військових від влади на галактичний трон сходить далекий родич покійного Клеона Агіс XIV, його влада є вельми обмеженою парламентом. Занепад з наростаючою силою починає проявлятися як на столичній планеті Трантор, так і по всій імперії. Для подальшої роботи над проектом психоісторії Гарі Селдону необхідно мати доступ для своїх колег до Галактичної бібліотеки. У цьому йому заважає негативне сприйняття Селдона в суспільстві як «пророка бід» та загальний фінансовий стан Імперії, що погіршується. Річ із родиною вирушають на планету Сантанні, лише його дочка Ванда лишається із Гарі Селдоном. Через певний час Селдон виявляє у Ванди здатність впливати на людський мозок. Селдон вирішує створити дві Фундації, котрі забезпечили б виникнення другої Імперії, скориставшись талантом Ванди для вирішення проблеми із Імперською бібліотекою. Згідно плану Селдона, перша Фундація займатиметься фізичними науками та матиме за мету стати домінуючою силою в Галактиці. Друга Фундація займатиметься опікою першої та потайки від людей проводитиме дослідження в галузі менталістики та психоісторії.
12269 року галактичної ери Гарі Селдон помирає на Транторі. При його похованні був присутній Едо Демерзель.